# Actual Fantasy
Az Actual Fantasy az Ayreon második nagylemeze, mely 1996-ban jelent meg, eredeti kiadója a Transmission, a Revisited verzióé az InsideOut Music. Az egyetlen Ayreon-album, amely nem rendelkezik egybefüggő történettel, helyette minden szám egy-egy különálló történetet mesél el.

## Történetek

### Actual Fantasy
A lemez bevezetője, klasszikus zenével.

### Abbey of Synn
A "synn" a "sin" (angol: bűn) régies alakja, és egyben a szintetizátor szerepére is utal. A dalt  Umberto Eco "A Rózsa neve" című könyve inspirálta. A dal története egy kolostorban játszódik, ahol tilos a nevetés. A szerzetesek egymás után halnak meg, rejtélyes körülmények közt, megfeketedett ujjal és nyelvvel. Kiderül, hogy a szerzetesek találtak egy Arisztotelész által írt komédiáskönyvet, azonban a könyv lapjai mérgezettek, ha megnyalod az ujjad hogy lapozz, megöl a méreg.

### Stranger from Within
Ebben a sztoriban, amit Arjen írt, egy kómában fekvő lány kezd el egy idegenről álmodni, aki egyszerre lehet veszélyes, ártalmatlan, vagy egyszerűen egy varázsló. Az idegen elmondja hogy a saját képzelete segítségével meggyógyíthatja önmagát, majd megengedi a lány orvosainak, hogy a halálba víve így a betegséget "lelőjék" őt.  A lány felébred, és az idegen a részévé válik.

### Computer Eyes
Ezt a történetet is Arjen írta. Egy játékosról szól, aki napok óta folyamatosan játszik, és egy idő után már nem tudja megkülönböztetni a virtuális világot a valóságtól, nem tudja hogy játszik-e még vagy részévé vált a játéknak. Elveszti az érzéseit, és egy hologrammá válik aki nem tud kijutni az őt körülvevő világból.

### Beyond the Last Horizon
Ez a történet Arjen édesapjának halála előtti néhány napban keletkezett. A történet a középkorban játszódik, a kereszteslovagok idejében. Az egyik keresztest megtámadják és megölik. Halálakor látja a fényt és elindul felé. A legtöbb történetben az út végén fény van és a Mennyország, de itt az út végén csak sötétség van, ha eléri a horizontot, azon túl semmi sincs.

### Farside of the World
A dal története a "Navigátor" című új-zélandi filmen alapul, ami egy középkori angol faluban élő fiúról szól. A faluban a pestis már a lakosság nagy részét megölte, amikor a fiúnak látomása támadt: hogy meggyógyítsa a falut, le kell ásnia a Föld másik oldalára, és ott egy ezüsttornyon keresztet kell állítania. (A filmben valójában egy alagutat ás, amin át a huszadik századi Új-Zélandra jut, és a "kereszténység legnagyobb templomára" helyezi a keresztet.)

### Back on Planet Earth
Ez a történet egy fiúról szól, aki egy űrállomáson él, amikor az emberek elvesztették az érzéseiket és otthonukat, de az öregek mesélnek arról, milyen volt a Földön élni. A számítógépén a fiú megtalálja a legszebb képeket a Földről, virágokat és hegyeket, de rájön arra is, hogy a Földet egy nagy háború és természeti katasztrófák pusztították el, ezért kell az embereknek az űrben élni. A fiú, miután látta a még érző embereket, rájön, hogy inkább meghalna a Földön, minthogy egy sivár űrállomáson éljen.

### Forevermore
A dalt "Végtelen történet" című film ihlette. Egy fiú ellop egy könyvet egy boltból, majd elkésik az iskolából. Elbújik, és elolvassa a könyvet, ami Fantázia világáról szól. Fantázia esik szét, mert megeszi a Semmi. Ez azt szimbolizálja, hogy már senki nem képzelődik. A történet hőse megmenti Fantázia királynőjét és a világát azzal hogy nevet ad a Királynőnek.

### Dawn of Man
A történet Stanley Kubrick "2001: Űrodüsszeia" és "2010: Űrodüsszeia" című filmejin alapul, de Arjen saját elképzelése és előadása szerint. A hallgatónak is meg kell fogalmaznia magában a mondanivalót, nincs egyetlen értelmezés, ezt mindenkinek magában kell lejátszania.

## Vendégzenészek
- Edward Reekers – Ének (minden dal)
- Okkie Huysdens – Ének a 2.-tól a 10. számig
- Robert Soeterboek – Ének a 2.-tól a 10. számig
- René Merkelbach – Billentyű a 2. szám alatt
- Cleem Determeijer – Billentyű 3. és 4. szám alatt

## Érdekesség
A lemez első tízezer példányán a Stranger from Within animációs videóklipje is rajta volt bónuszként.
A későbbi lemezeken két bónusz szám, a Stranger from Within egy másik verziója és a The Dawn of Man szerepel.